# NGC 7139
NGC 7139 is een planetaire nevel in het sterrenbeeld Cepheus. Het ligt 4300 lichtjaar van de Aarde verwijderd en werd op 5 november 1787 ontdekt door de Duits-Britse astronoom William Herschel.

## Synoniemen
- PK 104+7.1